# Cantalice
Cantalice è un comune italiano di 2 414 abitanti della provincia di Rieti nel Lazio. 
Fino al 1927 faceva parte della provincia dell'Aquila, in Abruzzo, e, dal 1233 al 1861, per più di 600 anni, è stato parte del giustizierato d'Abruzzo e della provincia Abruzzo Ultra II del Regno di Napoli, e in particolare del distretto di Cittaducale.

## Geografia fisica

### Territorio

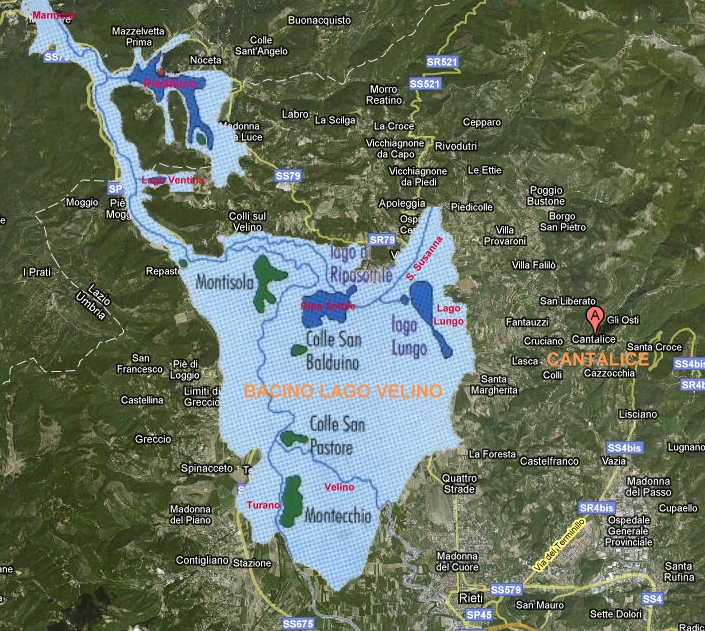
L'estensione dell'antico lago Velino

Cantalice poggia sulle pendici dei Monti Reatini e si affaccia sulla piana di Rieti dominandola dall'alto con una vista sui tre laghi che ricadono nel suo territorio: il Lago Lungo o 'di Cantalice', il Lago di Ripasottile (che insieme formano la Riserva parziale naturale dei Laghi Lungo e Ripasottile) e il più nascosto Lago di Ventina.
Questi laghi, insieme al Lago di Piediluco, rappresentano ciò che oggi rimane dell'antico Lago Velino, che nel periodo pliocenico ricopriva tutta la valle da Rieti a Piediluco alimentato da numerose sorgenti sotterranee e dai ghiacci del massiccio del Terminillo. Nel periodo romano, attorno all'anno 272 a.C. fu scavato un canale di drenaggio (noto come "Cava Curiana") che permise lo svuotamento del lago Velino con la bonifica dell'intero territorio alluvionale originando in tale tratto il corso del fiume Velino che prima alimentava il lago e le cascate delle Marmore.
Nel territorio di Cantalice si trova la Riserva parziale naturale dei Laghi Lungo e Ripasottile dove un percorso naturalistico intorno ai laghi connette alcune cascine su palafitte per l'avvistamento e la fotografia della fauna lacustre presente sulle rive dei laghi.
Cantalice, inoltre, è uno dei quattro comuni in cui ricade il territorio del Monte Terminillo.
Nel territorio del comune è presente 'A Cerella, un antichissimo acero monumentale.

### Clima
Classificazione climatica: zona E, 2566 GR/G

## Origini del nome
Cantalice potrebbe derivare dall'evoluzione di catà ed ilex (presso il leccio), in relazione al fatto allora accaduto e ritenuto miracoloso che un piccolo leccio nacque improvvisamente dalle fessure di una roccia proprio dietro la sacrestia all'interno della chiesa di Santa Maria delle Grazie in Cantalice.
Da alcune ricerche storiche molto frammentate, sembrerebbe che tale roccia, ritenuta miracolosa per propiziare la fecondità, fu rimossa dalla sua originale posizione intorno al 1200 per ordine di Papa Innocenzo III, preoccupato dalla devozione definita "troppo pagana" verso questa pietra. Segretamente custodita per alcuni secoli, alcune fonti indicano che riapparve improvvisamente intorno al 1610 dove si trova tutt'oggi sul lato destro della fontana "Scentella" (visibile lungo la strada tra Cantalice inferiore e Cantalice superiore).
Qui è rimasta per ben 4 secoli dimenticata dalla tradizione popolare riuscendo a superare anche i restauri che nel 1952 trasformarono questa rudimentale fonte in fontana ampliandola anche con la costruzione di una vasca rettangolare laterale utilizzata come lavatoio dalle genti del paese. In quel restauro la pietra venne asportata dal muro a secco di pietre che circondava la sorgente e reincastonata nuovamente vicino alla fontana, dove è tuttora visibile sul lato destro.

## Storia
L'abitato del nucleo storico di Cantalice sembra essere sorto intorno al XII secolo dalla fusione del Castello di Rocca di Sopra, della piccola Rocca della Valle e della Rocca di Sotto, elementi urbanistici disposti, come bene esprimono i nomi, lungo il declivio collinare che scende fino alle propaggini della Piana Reatina.
Nel 774, con l'estensione dell'autorità di Carlo Magno sull'Italia, la Sabina rappresentò una frontiera lineare tra il Ducato di Spoleto ed il nascente Stato Pontificio. Questa separazione perdurò tra il IX ed il XII secolo. Nel 1200, dopo l'annessione della Diocesi di Rieti allo Stato Pontificio, la Sabina tornò ad unificarsi lasciando però alcuni territori nord-orientali al Regno normanno-svevo e poi a quello angioino. Nel 1216 il confine cambiò nuovamente attraversando il gruppo di monti reatini tra Leonessa e Cantalice, che furono assegnate al Regno di Sicilia.
In virtù di questo nuovo confine, Re Carlo II di Napoli, preoccupato per la sua vulnerabilità, ordinò nel 1302 la fondazione di Cittaducale, visti anche i problemi già in essere tra Cantalice e Rieti. I conflitti di Cantalice con Rieti continuarono per secoli toccando l'apice nel 1557, quando i reatini assaltarono violentemente il paese che resistette e ricacciò i nemici. A seguito di tale episodio, Cantalice si fregiò del motto “Fortis Cantalica Fides” tuttora associato allo stemma civico, composto da un'aquila ad ali aperte su una torre fiancheggiata da un leone ed un leccio.
L’accesso medievale al paese di Cantalice avveniva attraverso due strade, una che costeggiava le dorsali delle montagne a nord congiungendo il centro abitato al paese di Leonessa e un'altra meno impervia che salendo dalla piana di Rieti e da Cittaducale si inerpicava lungo i pendii sino ad arrivare alla attuale Cantalice Superiore.
La storia di Cantalice e il suo stesso nome sono da sempre legati ai termini "leccio" o "quercia". Lo testimonia anche il fatto che il punto di ingresso nel territorio di Cantalice già nel medioevo era segnato da due grandi querce posizionate nei pressi dell’attuale abitato di Vazia. Di questo confine compaiono numerose tracce storiche nei vari secoli. Non ultima è la testimonianza presente in uno scritto del Procuratore inviato dal Vicario Generale d’Abruzzo in occasione del Terremoto del 1703 che colpì tutta la zona del reatino arrivando sino a Tivoli.
Qui si legge testualmente “Lungo il sentiero che sale verso [...], superato il passo delle due querce si scorgono vistosi danni, e benché una casa sola sia diroccata da’ fondamenti si contano però dentro l’incasato quarantatré edifìcii inabitabili, ed il restante è risarcibile, ma non senza grandissima spesa [...]".
Da alcune ricerche sulle poche tracce cartografiche esistenti si evidenziano due aspetti interessanti . Il primo riguarda il vecchio sentiero, che è rimasto praticamente ancora attivo e fiancheggia la strada asfaltata che da Vazia sale verso Cantalice. In alcuni tratti coincide con quello asfaltato, in altri attraversa la zona boschiva e le colline come una scorciatoia che permette di raggiungere il paese attraverso un percorso, più breve di quello attuale, che tutt'oggi viene utilizzato da chi si sposta a piedi.
Ma la cosa ancora più sorprendente è il fatto che ancora oggi esista il Passo delle due Querce. Questo portale d'ingresso a Cantalice è tuttora visibile sul lato destro della strada asfaltata, poco prima del termine del rettilineo, che all’altezza del km 1 sale da Vazia verso Cantalice in prossimità della segnaletica di benvenuto. Poco prima si possono vedere due grandi querce secolari, la prima che lambisce la strada asfaltata, che rappresentano tuttora il portale d’ingresso al paese .

## Monumenti e luoghi d'interesse

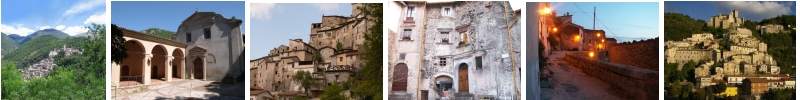

Il borgo medievale arroccato su una collina, si divide in due parti:
- Cantalice Superiore, comprendente il centro storico
- Cantalice Inferiore, costituita dalla parte moderna del paese

### Architetture religiose
Chiesa di San Felice da Cantalice
L'antico paese medievale è sovrastato dalla Chiesa di San Felice da Cantalice realizzata direttamente sull'area dove sorgeva l'antica casa del santo. Di stile barocco, mostra una pianta a croce latina con raffigurazioni dei miracoli attribuiti al Santo nella sua cupola. Un organo a canne del '700 è visibile all'interno.
Chiesa di Santa Maria
Circa a metà del percorso la scalinata che attraversa il paese si apre su una piccola piazza nei pressi della chiesa di Santa Maria costruita per sancire l'unione delle antiche rocche che costituirono il Castello di Cantalice. Caratteristico il suo antico portale datato del 1548. Sulla sinistra della chiesa si può ammirare un antico portico.

### Architetture civili
Borgo medievale
L'antico borgo medievale è tagliato da una caratteristica scalinata che lo percorre tutto. Al di sopra domina la cima del Terminillo. Il borgo culmina con il Torrione del Cassero.
La scalinata di Cantalice dalla cima sino alla piazza di Cantalice inferiore è fatta di case in pietra, scale, fontane e piccole chiesette o icone di culto. Lo spazio ristretto dei vicoli è in netto contrasto con gli improvvisi spazi aperti che si possono godere affacciandosi da un muro o da una delle antiche porte di accesso del paese.
Palazzo Ramacogi
Antico palazzo, sopra al portone d'ingresso è possibile notare lo stemma della Famiglia Ramacogi, raffigurante una sorta di scudo con una rosa nella sua sommità.
Nella facciata esterna del Palazzo Ramacogi, è presente una loggia cinquecentesca a cinque arcate.

### Aree naturali
- Riserva parziale naturale dei Laghi Lungo e Ripasottile;
- Da Cantalice partono molti percorsi naturalistici che inerpicandosi lungo sentieri o sterrate abbracciano tutta la catena di montagne circostanti il Terminillo sino ad arrivare a Leonessa. Terreno ideale per gli amanti della mountain bike, permette di effettuare un percorso di 47 km su un dislivello di oltre 1600 metri attraverso il passo del Lupo tra boschi e panorami notevoli.
- Il paese è inserito anche all'interno dell'itinerario noto come Cammino di Francesco che ripercorre lungo i suoi 80 km i luoghi più suggestivi della valle reatina attraversando il paese.

## Società

### Evoluzione demografica
Abitanti censiti

### Tradizioni e folclore
Festa di San Felice
Il 18 maggio ricorre la festa di San Felice e la statua del santo, vestito con l'abito tipico dei Cappuccini, viene portata in processione dai confratelli della confraternita lungo le scale dell'antico paese. Musica ed eventi culturali e religiosi allietano il paese in questo periodo.

## Economia
Di seguito la tabella storica elaborata dall'Istat a tema Unità locali, intesa come numero di imprese attive, ed addetti, intesi come numero addetti delle unità locali delle imprese attive (valori medi annui).
|           | 2015                  |                              |                            |                |                       |                     | 2014                  |                | 2013                  |                |
| --------- | --------------------- | ---------------------------- | -------------------------- | -------------- | --------------------- | ------------------- | --------------------- | -------------- | --------------------- | -------------- |
|           | Numero imprese attive | % Provinciale Imprese attive | % Regionale Imprese attive | Numero addetti | % Provinciale Addetti | % Regionale Addetti | Numero imprese attive | Numero addetti | Numero imprese attive | Numero addetti |
| Cantalice | 112                   | 1,15%                        | 0,02%                      | 192            | 0,84%                 | 0,01%               | 113                   | 213            | 121                   | 236            |
| Rieti     | 9.765                 |                              | 2,14%                      | 22.908         |                       | 1,49%               | 10.044                | 23.834         | 10.407                | 25.272         |
| Lazio     | 455.591               |                              |                            | 1.539.359      |                       |                     | 457.686               | 1.510.459      | 464.094               | 1.525.471      |

Nel 2015 le 112 imprese operanti nel territorio comunale, che rappresentavano l'1,15% del totale provinciale (9.765 imprese attive), hanno occupato 192 addetti, lo 0,84% del dato provinciale (22.908 addetti); in media, ogni impresa nel 2015 ha occupato una persona (1,71).

## Amministrazione
Nel 1927, a seguito del riordino delle circoscrizioni provinciali stabilito dal regio decreto n. 1 del 2 gennaio 1927, per volontà del governo fascista, quando venne istituita la provincia di Rieti, Cantalice passò dalla provincia dell'Aquila a quella di Rieti.
| Periodo | Periodo   | Primo Cittadino   | Partito                     | Carica  | Note       |
| ------- | --------- | ----------------- | --------------------------- | ------- | ---------- |
| 1995    | 1999      | Lorella Beccarini | Lista Civica                | Sindaco |            |
| 1999    | 2004      | Lorella Beccarini | Lista Civica                | Sindaco | 2º mandato |
| 2004    | 2009      | Paolo Patacchiola | Lista civica                | Sindaco |            |
| 2009    | 2014      | Paolo Patacchiola | Lista civica                | Sindaco | 2º mandato |
| 2014    | 2019      | Silvia Boccini    | Lista civica                | Sindaco |            |
| 2019    | 2024      | Silvia Boccini    | Uniti per Cantalice         | Sindaco | 2º mandato |
| 2024    | in carica | Gianluca Leoni    | Costruire con Leoni Sindaco | Sindaco |            |

### Altre informazioni amministrative
- Fa parte della Comunità montana Montepiano Reatino

## Sport

### Calcio

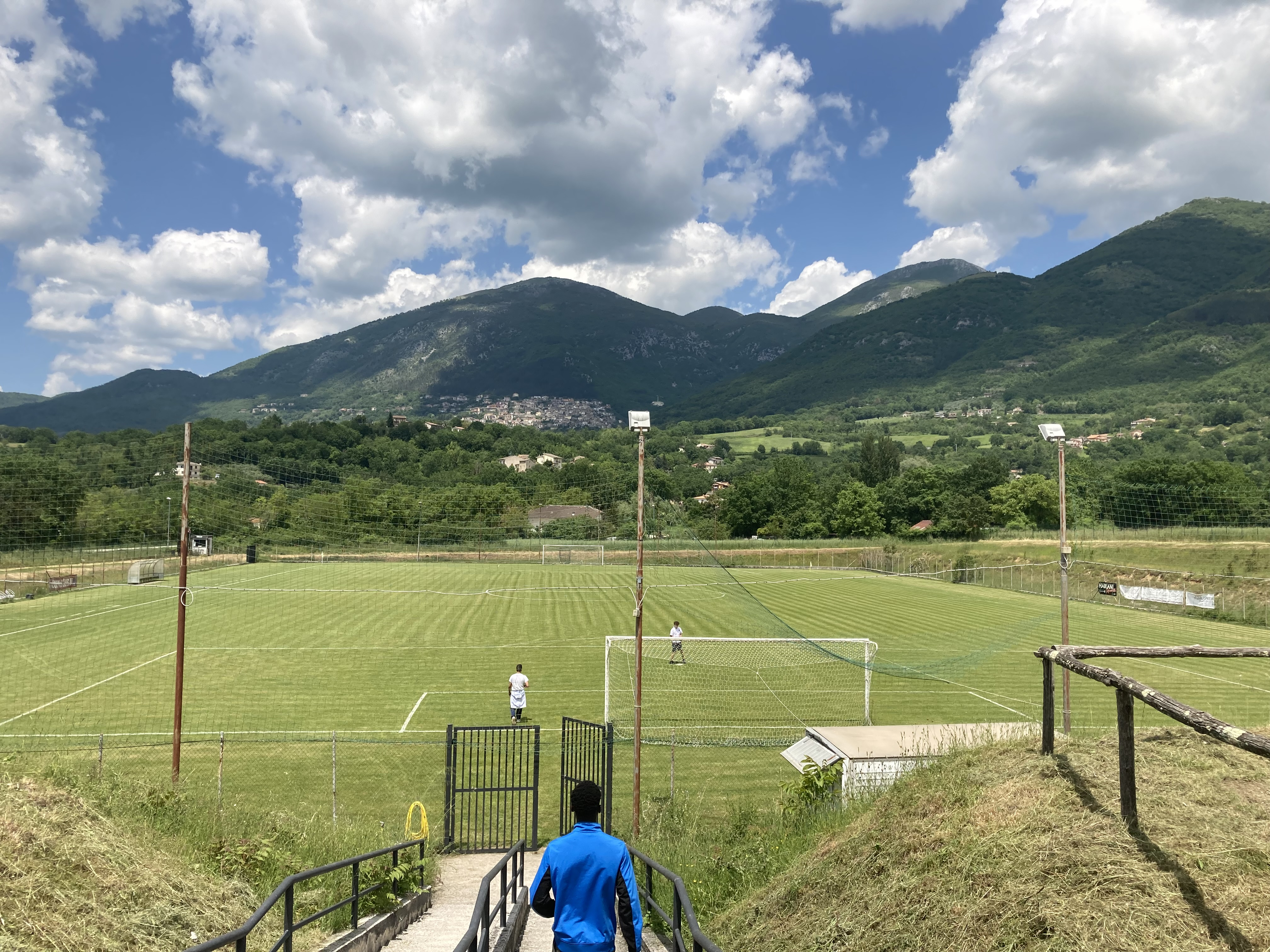
Lo Stadio Comunale Ramacogi con il suo campo in erba naturale

Cantalice dispone di due squadre di calcio e di altrettanti terreni di gioco.
- Cantalice che, nella stagione 2024-2025, milita in Promozione, sesta serie del campionato italiano di calcio. Nella stagione 2025-2026 militerà in Prima Categoria.

La Polisportiva Cantalice è una delle società calcistiche della provincia di Rieti di più antica fondazione, tra quelle ancora in attività, vista la sua partecipazione ininterrotta ai campionati federali sin dalla stagione sportiva 1968-1969.
Disputa le proprie gare interne allo Stadio Comunale Giacomo Ramacogi, uno dei pochi nella provincia ad essere dotato di un campo in erba naturale.
- Atletico Cantalice che, nella stagione 2024-2025, milita in Seconda Categoria, settima serie del campionato italiano di calcio.

L'Atletico Cantalice è, invece, una società di più recente fondazione, essendo nata nel 2017.
Disputa le proprie gare interne al Comunale di via Costa, su un terreno in erba sintetica.
La rivalità calcistica principale vissuta a Cantalice è quella con il vicino Poggio Bustone.